# Noemi Peschel
Noemi Peschel (* 24. November 2001 in Bochum) ist eine deutsche ehemalige Rhythmische Sportgymnastin.

## Herkunft und Privates
Noemi Peschel ist die Tochter von Magdalena Brzeska, die ebenfalls der deutschen Nationalmannschaft der Rhythmischen Sportgymnastik angehörte, und dem ehemaligen Fußballer Peter Peschel.

## RSG Karriere

### Juniorenbereich
Bei den Europameisterschaften 2015 in Minsk wurde sie mit der deutschen Juniorengruppe fünfte im Mehrkampf und im Finale. 2016 startete sie im Einzel bei der Junioren-EM mit den Handgeräten Ball und Keulen und belegte in der Teamwertung gemeinsam mit Lea Tkaltschewitsch und Daniela Huber Rang neun.

### Seniorenbereich
Seit 2017 startet Peschel im Seniorenbereich und erreichte hier bei den Europameisterschaften in Budapest Rang 51. Die Weltmeisterschaften schloss sie auf dem 36. Platz ab. Im folgenden Jahr belegte sie Rang 70. Bei den Deutschen Meisterschaften wurde sie 2019 deutsche Vizemeisterin im Mehrkampf und mit dem Ball und Dritte mit dem Reifen, den Keulen und dem Band.
Von 2019 bis 2021 gehörte Peschel der deutschen Nationalmannschaft Rhythmische Sportgymnastik an. Mit ihr wurde sie bei der WM 2019 15. im Mehrkampf. Ende 2021 beendete Noemi Peschel auf Grund wiederkehrender häufiger Verletzungen ihre Karriere als Gymnastin.